# Camptotypus pulchripennis
Camptotypus pulchripennis är en stekelart som först beskrevs av Henri Saussure 1892.  Camptotypus pulchripennis ingår i släktet Camptotypus och familjen brokparasitsteklar. Inga underarter finns listade.